# Розширення території Москви (2011—2012)

Після розширення

Проєкт розширення території Москви в західному, південно-західному і південному напрямку (згадуваний у ряді ЗМІ також як «Нова Москва»), спільно підготовлений Урядом Москви і Урядом Московської області згідно з дорученням Президента Росії Д. А. Медведєва і оприлюднений 11 липня 2011 року. Передбачає збільшення площі Москви з нинішніх 107 тисяч гектарів до 251 тисячі гектарів — на 144 тисячі га, або у 2,35 раза. При цьому передбачається розширення території Москви в західному, південно-західному і південному напрямках за рахунок передачі їй частини території Московської області, обмеженою Київським шосе, Варшавським шосе і Великим кільцем Московської залізниці. Проєкт також передбачає будівництво урядових установ з виведенням органів влади за межі існуючого кордону Москви, будівництво міжнародного фінансового центру, інтенсифікацію житлового будівництва і розвиток транспортної інфраструктури.

## Галерея
З прийняттям рішення про розширення території Москви до так званої «Нової Москви» увійшли території Підмосков'я, що зберегли свої переважно сільські риси.

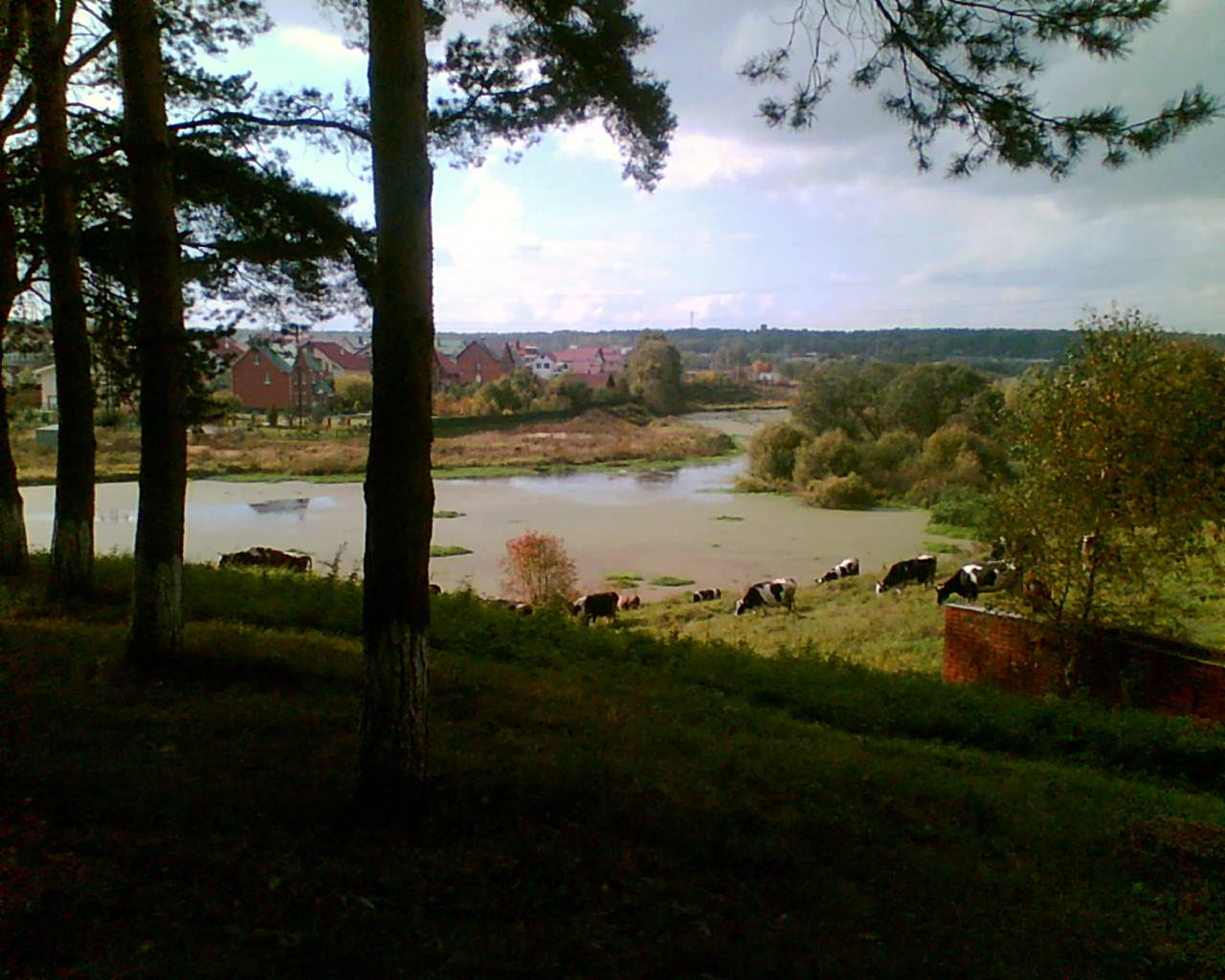
Нова Москва. Будинок відпочинку «Підмосковні вечори».
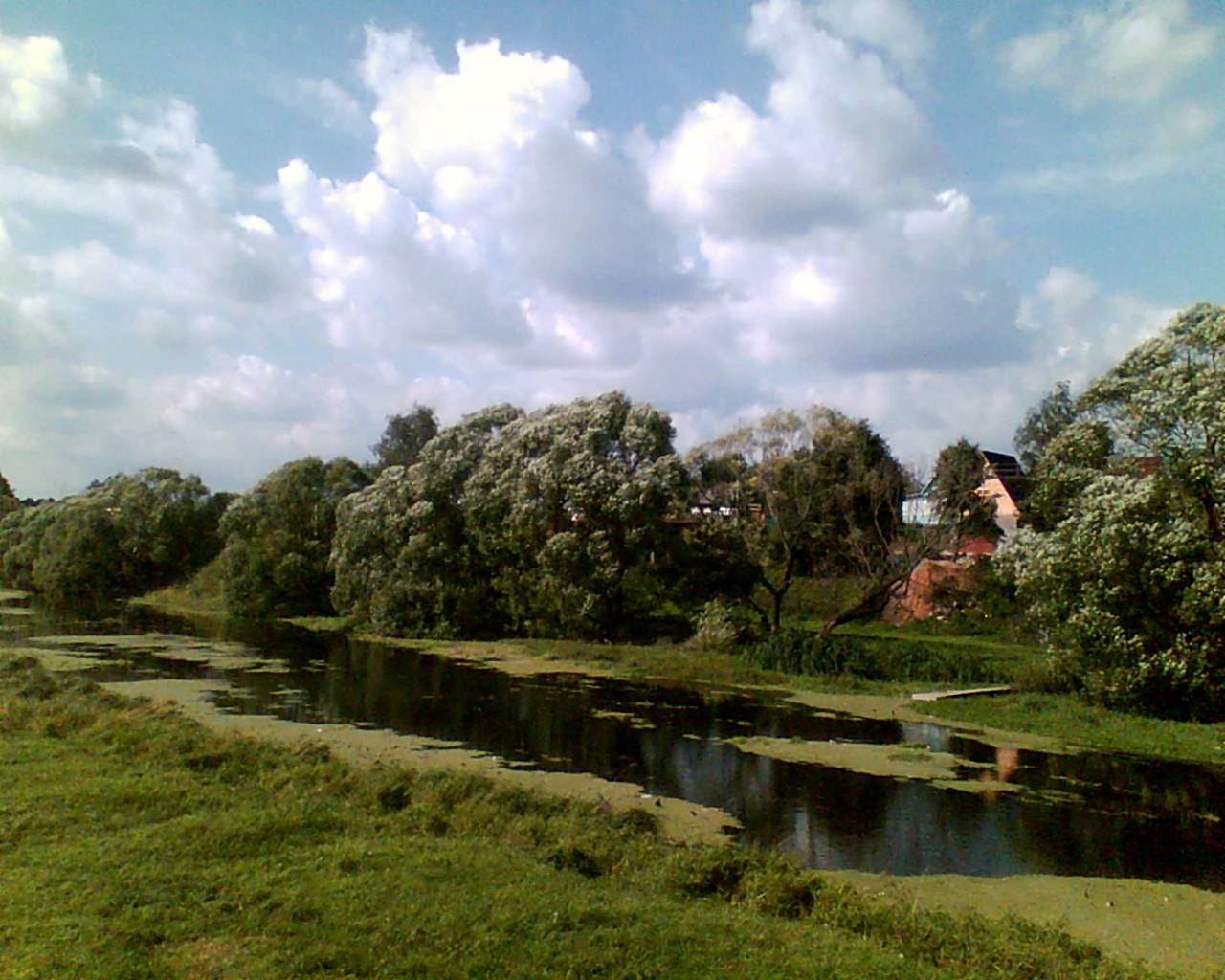
Нова Москва. Село Жуківка.
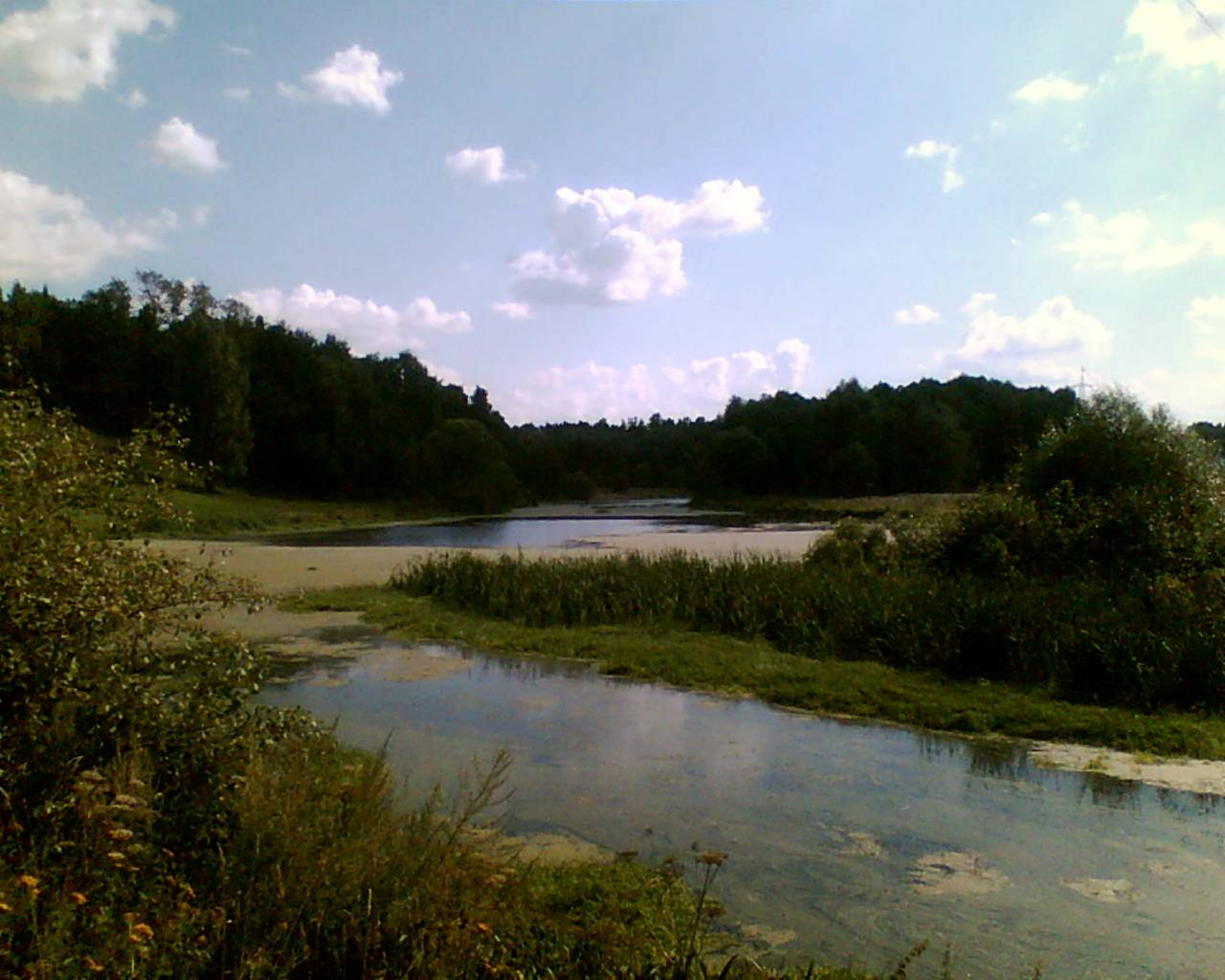
Нова Москва. Річка Десна.